# Hippia mumetes
Hippia mumetes är en fjärilsart som beskrevs av Pieter Cramer 1775. Hippia mumetes ingår i släktet Hippia och familjen tandspinnare. Inga underarter finns listade i Catalogue of Life.